# Loxosceles olivaresi
Espèce
Loxosceles olivaresi est une espèce d'araignées aranéomorphes de la famille des Sicariidae.

## Distribution
Cette espèce est endémique de l'État de Falcón au Venezuela,.

## Publication originale
- González-Sponga, 2010 : Biodiversidad. Arácnidos de Venezuela. Descripción de seis especies nuevas del género Loxosceles Heinecken & Lowe, 1832 (Araneae: Scytodidae: Loxoscelinae). Boletin, Academia de Ciencias Físicas, Matemáticas y Naturales de Venezuela, vol. 68, no 2, p. 31-49.